# 구영중학교
구영중학교(舊永中學校)는 대한민국 울산광역시 울주군 범서읍 구영리에 있는 공립 중학교이다.

## 학교 연혁
- 2007년 12월 27일 : 남/여 24학급 설립 인가
- 2013년 3월 1일 : 1학급 증설(일반학급 25, 특수학급 1)
- 2020년 3월 1일 : 2020교육부요청 교육과정 혁신방안 연구학교 운영
- 2021년 3월 1일 : 교육부요청 교육과정 정책 연구학교 운영(2021~2023)
- 2022년 3월 1일 : 제6대 이영희 교장 취임
- 2023년 1월 6일 : 제13회 졸업식(9학급 226명, 졸업생 누계 3,475명)
- 2023년 3월 2일 : 제16회 입학식(신입생 8학급 229명)

## 참고 자료
- 구영중학교 - 한국교육학술정보원 학교알리미